# Eiszeit (2004)
Eiszeit ist ein deutscher Dokumentarfilm aus dem Jahr 2004 von Alexander Kleider und Daniela Michel.

## Handlung
Im Dezember 2003 beschließt die Regierung das Reformpaket „Agenda2010“. Die Reformen sind der größte Einschnitt in den Sozialstaat seit der Gründung der Bundesrepublik Deutschland. 
“Eiszeit” zeigt die Vorgänge aus der Perspektive der Betroffenen. Sechs Menschen, die sich aus unterschiedlichen Gründen am sozialen Rand der Gesellschaft befinden, werden begleitet. Kommentarlos lässt der Film die Betroffenen erzählen: von den gesellschaftlichen Veränderungen in einer Stadt, die bald nicht mehr nur in Ost und West, sondern auch in Arm und Reich gespalten 
sein wird. 

## Auszeichnungen
- Filmbewertungsstelle Wiesbaden Dezember 2006: „Prädikat Wertvoll“ DVD des Monats

## Kritiken
- Filmbewertungsstelle Wiesbaden 2006: „Abseits der etablierten Medien produziert, ist dies ein Stück Gegenöffentlichkeit in bester Tradition. Sehr informiert und eloquent bringen die Protagonisten nahe, was es heute heißt, am unteren Rand der Gesellschaft leben zu müssen. Anschaulich und anrührend beobachtet der Film vier Schicksale über ein halbes Jahr: ein blindes Ehepaar, eine arbeitslose Schauspielerin, einen an Muskelschwund leidenden Mann. Sie alle verharren nicht in Passivität oder Larmoyanz, sie haben uns etwas zu sagen.“ (siehe FBW)

- „Ein fesselndes Stück Agitprop über die Agenda 2010.“ Prädikat: Sehenswert (aus Kinotipps, TIP-Stadtmagazin Berlin, Nr. 13/04)

- „Der Zuschauer kommt den Protagonisten sehr nah und denkt: Das kann und darf nicht wahr sein, dass eine Gesellschaft auf so viele ihrer qualifizierten Leute verzichtet und ihren Sozialstaat inzwischen fast mehr verteufelt als schätzt.“ (aus Berliner Morgenpost, 24. Juni 2004)

- „Die Porträts sind gut gelungen. Die Protagonisten jammern nicht, sondern haben schlicht Angst.“ (aus TAZ, 23. Juni 2004)